# Kolomiițeve, Krîvîi Rih
Kolomiițeve (în ucraineană Коломійцеве) este un sat în comuna Novopillea din raionul Krîvîi Rih, regiunea Dnipropetrovsk, Ucraina.

## Demografie
Componența lingvistică a localității Kolomiițeve
     Ucraineană (65,89%)
     Rusă (32,24%)
     Alte limbi (1,4%)
Conform recensământului din 2001, majoritatea populației localității Kolomiițeve era vorbitoare de ucraineană (65,89%), existând în minoritate și vorbitori de rusă (32,24%).